# Mario Vitali
Mario Vitali (Sondrio, 8 febbraio 1914 – Parma, 3 giugno 1979) è stato un bobbista italiano.

## Biografia
Vinse due volte i Campionati italiani di bob in coppia con Carlo Solveni nel 1937 e 1939.
Partecipò con la Nazionale di bob dell'Italia ai Giochi olimpici invernali di Sankt Moritz 1948, dove giunse al 6º posto nel bob con Dario Poggi.